# Mašovice
Mašovice település Csehországban, a Znojmói járásban. Mašovice Znojmo, Podmolí, Bezkov és Citonice településekkel határos. Lakosainak száma 548 fő (2024. január 1.).

## Népesség
A település lakosságának változását az alábbi diagram mutatja:
| Lakosok száma | 511  | 536  | 581  | 473  | 485  | 405  | 508  | 518  | 532  | 548  |
|               | 1869 | 1890 | 1921 | 1950 | 1980 | 2001 | 2017 | 2019 | 2022 | 2024 |